# Generalna Ekspozytura Żandarmerii Polowej
Generalna Ekspozytura Żandarmerii Polowej – fachowy organ pracy głównego kwatermistrza Wojska Polskiego.
Generalnej Ekspozytury Żandarmerii Polowej utworzona została na podstawie rozkazu nr 120 Naczelnego Dowództwa WP z 7 kwietnia 1919 r. 7 kwietnia 1919 przy Głównym Kwatermistrzostwie ND WP dla kierowania służbą żandarmerii na obszarze wojennym (przyfrontowym i etapowym).
Pod względem służby żandarmerii podlegała głównemu kwatermistrzowi ND WP, pod względem personalnym głównemu kwatermistrzowi ND WP w poroumieniu z Dowództwem Żandarmerii Wojskowej w Ministerstwie Spraw Wojskowych, a w sprawach organizacyjnych Dowództwu Żandarmerii Wojskowej w Warszawie.
Na mocy rozkazu ND WP L.159 z 19 czerwca 1919 r. została przekształcona w Dowództwo Żandarmerii Polowej.
Struktura organizacyjna i obsada personalna Generalnej Ekspozytury Żandarmerii Polowej
- szef – mjr Stanisław Krzaczyński
- zastępca szefa – rtm. Bolesław Marceli Greffner
- adiutant - ppor. Aleksander Joachim Józef Bogdański
- Dział Organizacyjny – rtm. Bolesław Greffner
- Dział Personalny – por. Józef Kita
- Dział Inwigilacyjny – por. Bolesław Piotr Borelowski
- Dział Gospodarczy – por. Stefan Baranowski
- Inspektorat przy Dowództwie Grupy Operacyjnej gen. S. Szeptyckiego – por. dr Alojzy Senkowski
- Inspektorat przy Dowództwie Grupy Operacyjnej gen. Listowskiego – por. dr Jan Kazimierz Ozaist
- Inspektorat przy Dowództwie Grupy Operacyjnej gen. Karnickiego – por. Józef Franciszek Dyrdziński